# Nico Williams
Nicholas "Nico" Williams Arthuer (Pamplona, 12 de juliol de 2002), és un futbolista professional basc que juga d'extrem a l'Athletic Club. És internacional amb la selecció espanyola.
Es va incorporar a l'Athletic de Bilbao el 2013, va ascendir a l'equip filial el 2020 i al primer equip un any després, convertint-se així en company del seu germà gran Iñaki Williams. Va ser àmpliament reconegut ràpidament per la seva velocitat i habilitats de dribbling, Williams va debutar amb la selecció absoluta d'Espanya el 2022. Va ser membre de les seves seleccions a la Copa del Món de la FIFA 2022 i al Campionat d'Europa de futbol 2024, va marcar i va ser nomenat home del partit a la la final d'aquest últim esdeveniment, en què Espanya va guanyar el torneig.

## Carrera de club
Nascut a Pamplona, Navarra, Williams es va incorporar al juvenil de l'Athletic Club el 2013 procedent del CA Osasuna de la seva ciutat natal. Va començar la seva carrera sènior amb l'equip de formació del club, el Basconia, durant la temporada 2019-20.
L'11 de maig de 2020, Williams va ascendir a l'equip filial de la Segona Divisió B. Va debutar amb el seu primer equip –i la Lliga– el 28 d'abril de l'any següent, entrant com a substitut de Jon Morcillo a la segona part en un empat 2-2 a casa contra el Real Valladolid; el seu germà Iñaki també va sortir de la banqueta deu minuts després. Era la primera vegada que dos germans eren al camp al mateix temps al club des que ho fessin Julio i Patxi Salinas l'any 1986.
Williams va marcar els seus dos primers gols amb els Lleons el 6 de gener de 2022, en una victòria per 2-0 contra l'Atlético Mancha Real a la Copa del Rei de la campanya. Set dies després, va marcar el gol de la victòria en una victòria per 2-1 sobre l'Atlètic de Madrid a la semifinal de la Supercopa d'Espanya 2021-22.
El 20 de gener de 2022, Williams va signar un contracte del primer equip després de complir una sèrie de clàusules.
Williams va ser titular en quatre dels cinc primers partits de la campanya de Primera divisió espanyola de futbol 2022-23, i va ser nomenat jugador del partit en una victòria a domicili per 4-1 contra l'Elx CF l'11 de setembre de 2022. A la primera mitja hora del partit, va pressionar a un rival perquè encaixés un autogol, va provocar un penal per un desplaçament (convertit per Oihan Sancet) i després es va marcar amb un regat des de la banda dreta i un xut potent, en el seu primer gol de la competició. Casualment, aquest era el mateix lloc i rival on el seu germà va trobar la xarxa per primera vegada a la lliga set anys abans. Va tornar a marcar la setmana següent, el gol decisiu d'una victòria per 3-2 sobre el Rayo Vallecano i el seu primer a l'San Mamés.
L'Athletic va començar amb força la temporada de Primera divisió espanyola de futbol 2023-24 amb Williams oferint nombroses ocasions de gol, principalment des de l'extrem esquerre, ja que l'entrenador Ernesto Valverde el va situar en primera línia amb Iñaki al costat contrari i Gorka Guruzeta al centre. Amb el seu contracte expirant el 2024 i especulacions mediàtiques que el vinculaven amb clubs com l'Aston Villa FC, FC Barcelona, Liverpool FC i Reial Madrid, els representants de Williams van negociar amb el club durant diversos mesos abans que s'acordés un nou contracte fins al 2027 l'1 de desembre de 2023.

## Carrera internacional
Williams va representar per primera vegada Espanya amb la selecció sub-18 el 2020, marcant dos gols en quatre partits. Va ser convocat a la selecció espanyola sub-19 el febrer de 2021, i va debutar amb la sub-21 al setembre del mateix any.

## Palmarès
Athletic Club
- 1 Copa del Rei: 2024[21]

Selecció espanyola
- 1 Eurocopa: 2024[22]

## Vida personal
Williams va néixer a Pamplona, País Basc, de pares ghanesos que buscaven asil a causa de la Guerra Civil de Libèria. El germà gran de Nico, Iñaki Williams, també és futbolista i davanter; i també es va formar a l'Athletic Club.